# Beclabito (Nuevo México)
Beclabito es un lugar designado por el censo ubicado en el condado de San Juan en el estado estadounidense de Nuevo México. En el Censo de 2010 tenía una población de 317 habitantes y una densidad poblacional de 16,26 personas por km².

## Geografía
Beclabito se encuentra ubicado en las coordenadas 36°50′1″N 109°0′14″O / 36.83361, -109.00389. Según la Oficina del Censo de los Estados Unidos, Beclabito tiene una superficie total de 19.5 km², de la cual 19.5 km² corresponden a tierra firme y (0%) 0 km² es agua.

## Demografía
Según el censo de 2010, había 317 personas residiendo en Beclabito. La densidad de población era de 16,26 hab./km². De los 317 habitantes, Beclabito estaba compuesto por el 1.89% blancos, el 0.32% eran afroamericanos, el 96.53% eran amerindios, el 0% eran asiáticos, el 0% eran isleños del Pacífico, el 0% eran de otras razas y el 1.26% pertenecían a dos o más razas. Del total de la población el 0% eran hispanos o latinos de cualquier raza.